# Косовцево (Новониколаевский район)
Косовцево (укр. Косівцеве) — село,
Терноватский поселковый совет,
Новониколаевский район,
Запорожская область,
Украина.
Код КОАТУУ — 2323655503. Население по переписи 2001 года составляло 170 человек.

## Географическое положение
Село Косовцево находится на расстоянии в 1 км от пгт Терноватое.
По селу протекает пересыхающий ручей с запрудой.
Рядом проходит железная дорога, станция Гайчур в 2-х км.

## История
- 1898 год — дата основания.